# Пірати Карибського моря (серія фільмів)
«Пірати Карибського моря» (англ. Pirates of the Caribbean) — серія пригодницьких фільмів.
Розпочавшись як серія атракціонів, 2003 року під знайомою назвою вийшла перша частина кіносерії «Прокляття Чорної Перлини» під режисурою Гора Вербінскі.
Другу і третю частини було знято методом «бек-ту-бек», тобто одночасно, проте вийшли вони з невеликою перервою (1 рік). Сумарний кошторис цих двох частин став найдорожчим в історії кінематографа на той час.
Через чотири роки, у 2011 році виходить наступна частина франшизи — «Пірати Карибського моря: На дивних берегах».
У травні 2017 року виходить п'ята частина — «Пірати Карибського моря: Помста Салазара».

## Історія
Після того, як перша частина наймасштабнішого проєкту продюсера Джеррі Брукгаймера лише в США зібрала понад $653 млн, студія «Walt Disney Pictures» нагально вирішила одночасно знімати два продовження. Сценарій другого фільму писали ті ж автори: Тед Еліот і Террі Росіо. Джека Спарроу, Елізабет Свонн і Віла Тернера грають, як і в першому фільмі, Джонні Депп, Кейра Найтлі та Орландо Блум.
Фільм «Пірати Карибського моря: Скриня мерця», з'явившись на екранах північноамериканських кінотеатрів 7 липня 2006 року, у день прем'єри зібрав $55,5 млн, встановивши абсолютний рекорд за всю історію Голлівуду (зараз займає 24 місце, поступившись фільму «Зоряні війни: Пробудження Сили»). Попередній лідер, фільм «Зоряні війни. Епізод III: Помста Ситхів», — у перший день зібрав $50 млн (зараз займає 28 місце). Касові збори «Піратів» протягом перших трьох днів в прокаті встановили рекорд в $135 млн (зараз займає 19-е місце, поступившись все тому ж «Пробудженню Сили»). Цим фільм побив ще один, $115-мільйонний рекорд стрічки «Людина-павук» (англ. Spider-man), встановлений 2002 року (зараз займає 30-е місце).
«Прокляття Чорної Перлини» у світовому прокаті зібрала $654 млн. Фінальні збори «Скрині мерця» досягли феноменальних $1,065.7 млрд у міжнародному прокаті і $3,101,583 млн в українському, опинившись за касовими зборами на третій позиції після «Титаніка» і «Володаря перснів: Повернення короля»: $1,845 і $1,119 млрд, відповідно.

## Продовження

### Четверта частина
17 травня 2009 року керівник «Walt Disney Studio» Рік Росс повідомив, що зйомки четвертої частини мають розпочатися 17 червня 2010 року на Гаваях. Стрічка вийшла 19 травня 2011 року. Режисером фільму став творець мюзиклу «Дев'ять» Роб Маршалл. Продюсером стрічки виступив знову Джері Брукгаймер.
Фільм розповідав про те, як Джек Спарроу (єдиний, хто залишився в фільмі з головної трійки) зі своєю подругою у виконанні Пенелопи Крус і піратом на прізвисько Чорна Борода шукали таємниче джерело молодості. Стрічка в цілому викликала негативні відгуки кінокритиків і глядачів.

### П'ята частина
Перші чутки про майбутні зйомки п'ятої та шостої частин з'явилися ще до виходу четвертого фільму — наприкінці 2010 року. 14 січня 2011 року було підтверджено, що Террі Россіо напише сценарій для п'ятої частини, цього разу без свого співавтора Теда Елліотта, проте 12 січня 2013 року, журнал Variety розмістив на своєму офіційному сайті повідомлення про те, що можливо, сценаристом п'ятої частини стане Джефф Натансон, який написав сценарії до фільмів «Година пік» і «Спіймай мене якщо зможеш».
Джонні Депп сказав, що він був би щасливий повернутися як капітан Джек Спарроу, зазначивши: «Поки нам вдається складати частини історії в єдине ціле, я цілком серйозно розглядаю цю можливість». Бажання повернутися у франшизу висловив і Орландо Блум, герой якого одружився зі своєю коханою Елізабет Свонн і став безсмертним капітаном «Летючого Голландця» в кінці третьої частини. Через деякий час Депп підтвердив свою участь в п'ятому фільмі.
У підсумку прем'єра фільму запланована на 26 травня 2017 року, а перший трейлер вийшов на початку жовтня 2016 року. Новим лиходієм став капітан Салазар у виконанні Хав'єра Бардема.

## Персонажі
| Персонаж             | Актор          | Фільми                     | Фільми               | Фільми            | Фільми            | Фільми            | Фільми            |
| Персонаж             | Актор          | Прокляття «Чорної перлини» | Скриня мерця         | На краю світу     | На дивних берегах | Помста Салазара   | День у морі       |
| -------------------- | -------------- | -------------------------- | -------------------- | ----------------- | ----------------- | ----------------- | ----------------- |
| Капітан Джек Спарроу | Джонні Депп    | Основний персонаж          | Основний персонаж    | Основний персонаж | Основний персонаж | Основний персонаж | ТВА               |
| Вільям Тернер        | Орландо Блум   | Основний персонаж          | Основний персонаж    | Основний персонаж |                   | Запрошена зірка   | Основний персонаж |
| Елізабет Свонн       | Кіра Найтлі    | Основний персонаж          | Основний персонаж    | Основний персонаж |                   | Запрошена зірка   | Основний персонаж |
| Гектор Барбосса      | Джеффрі Раш    | Основний персонаж          | Запрошена зірка      | Основний персонаж | Основний персонаж | Основний персонаж | ТВА               |
| Джеймс Норрінгтон    | Джек Девенпорт | Основний персонаж          | Основний персонаж    | Основний персонаж |                   |                   |                   |
| Деві Джонс           | Білл Нагі      |                            | Основний персонаж    | Основний персонаж |                   |                   |                   |
| Джошемі Гібс         | Кевін МакНеллі | Основний персонаж          | Основний персонаж    | Основний персонаж | Основний персонаж | Основний персонаж | Основний персонаж |
| Лорд Катлер Бекет    | Том Голландер  |                            | Основний персонаж    | Основний персонаж |                   |                   |                   |
| Тіа Дальма           | Наомі Гарріс   |                            | Періодичний персонаж | Основний персонаж |                   |                   |                   |
| Анжеліка             | Пенелопа Крус  |                            |                      |                   | Основний персонаж |                   |                   |
| Чорна борода         | Іян Макшейн    |                            |                      |                   | Основний персонаж |                   |                   |
| Армандо Салазар      | Хав'єр Бардем  |                            |                      |                   |                   | Основний персонаж |                   |
| Генрі Тернер         | Брентон Твейтс |                            |                      | Запрошена зірка   |                   | Основний персонаж | Основний персонаж |
| Каріна Сміт          | Кая Скоделаріо |                            |                      |                   |                   | Основний персонаж | Основний персонаж |

## Популярність в Україні
«Пірати Карибського моря: Скриня мерця» — це другий фільм після мультфільму «Тачки», який глядачі змогли подивитись у вітчизняних кінотеатрах українською мовою. Головні ролі в другій частині франшизи дублювали лідер групи «Танок на Майдані Конґо» Олег «Фагот» Михайлюта (Джека Спарроу), заслужений артист України Остап Ступка (Віла Тернера) і молода акторка Інна Бєлікова (Елізабет Свонн). Цікаво, що народний артист України Богдан Ступка (батько Остапа Ступки) озвучив батька Віла Тернера. Розмовляти за героїв кінострічки також запросили вінницьких акторів Валерія Прусса і Таїсію Славинську, відомих українському телеглядачеві з реклами Національної лотереї. Усі «голоси» пройшли жорсткий кастинг, в якому вирішальне слово було за представниками «Walt Disney Pictures».
Українська версія тексту піратських пригод належить автору перекладу легендарного серіалу «Альф» і мультфільму «Тачки» Олексі Негребецькому. Робота над нею тривала кілька місяців, а власне дубляж тривав близько двох тижнів на студії «Pteroduction Sound» (зараз студія дублювання «Postmodern») у Києві. Режисер озвучування — Костянтин Линартович.